# كدف خضير (الحديدة)

تعديل مصدري - تعديل

كدف خضير هي إحدى قرى مديرية بيت الفقيه، التابعة لمحافظة الحديدة اليمنية، بلغ تعداد سكانها 1307 نسمة حسب الإحصاء الذي أجري عام 2004.